# 钟春美
钟春美（1985年3月15日—）是一名朝鲜举重运动员。2010年参加广州亚运会，以225千克的成绩获女子58公斤级比赛铜牌。